# Transformationssatz
Der Transformationssatz (auch Transformationsformel) beschreibt in der Analysis das Verhalten von Integralen unter Koordinatentransformationen. Er ist somit die Verallgemeinerung der Integration durch Substitution auf Funktionen höherer Dimensionen. Der Transformationssatz wird als Hilfsmittel bei der Berechnung von Integralen verwendet, wenn sich das Integral nach Überführung in ein anderes Koordinatensystem leichter berechnen lässt.

## Formulierung des Satzes
Es sei {\displaystyle \Omega \subseteq \mathbb {R} ^{d}} eine offene Menge und {\displaystyle \Phi \colon \Omega \to \Phi (\Omega )\subseteq \mathbb {R} ^{d}} ein Diffeomorphismus. Dann ist die Funktion {\displaystyle f} auf {\displaystyle \Phi (\Omega )} genau dann integrierbar, wenn die Funktion {\displaystyle x\mapsto f(\Phi (x))\cdot \left|\det(D\Phi (x))\right|} auf {\displaystyle \Omega } integrierbar ist. In diesem Fall gilt:
{\displaystyle \int _{\Phi (\Omega )}f(y)\,\mathrm {d} y=\int _{\Omega }f(\Phi (x))\cdot \left|\det(D\Phi (x))\right|\mathrm {d} x\;.}
Dabei ist {\displaystyle D\Phi (x)} die Jacobi-Matrix und {\displaystyle \det(D\Phi (x))} die Funktionaldeterminante von {\displaystyle \Phi }.

### Spezialfälle
- Wählt man für {\displaystyle f} die konstante Funktion 1, so stellt die linke Seite der Formel einfach das Volumen bzw. {\displaystyle d}-dimensionale Lebesgue-Maß der Bildmenge {\displaystyle \Phi (\Omega )} dar:
{\displaystyle \operatorname {vol} (\Phi (\Omega ))=\int _{\Omega }\left|\det(D\Phi (x))\right|\,\mathrm {d} x\;.}
- Ist außerdem die Abbildung {\displaystyle \Phi } linear oder affin, {\displaystyle \Phi (x)=Ax+b}, wobei {\displaystyle A} eine {\displaystyle d\times d}-Matrix ist und {\displaystyle b\in \mathbb {R} ^{d}}, so ist {\displaystyle D\Phi (x)=A}. Somit gilt
{\displaystyle \operatorname {vol} (\Phi (\Omega ))=\left|\det(A)\right|\cdot \operatorname {vol} (\Omega )\;.}

## Beispiel
Um zu zeigen, dass das Integral über die Gauß-Glocke
{\displaystyle {\frac {1}{\sigma {\sqrt {2\pi }}}}\mathrm {e} ^{-{\frac {1}{2}}{\big (}{\frac {x-\mu }{\sigma }}{\big )}^{2}}}
gleich 1 ist, genügt es, die Aussage
{\displaystyle \left(\int _{-\infty }^{\infty }\mathrm {e} ^{-x^{2}}\,\mathrm {d} x\right)^{2}=\int _{-\infty }^{\infty }\int _{-\infty }^{\infty }\mathrm {e} ^{-x^{2}-y^{2}}\,\mathrm {d} x\,\mathrm {d} y=\pi }
zu beweisen. Da die Funktion {\displaystyle f(x,y)=\mathrm {e} ^{-x^{2}-y^{2}}=\mathrm {e} ^{-r^{2}}} rotationssymmetrisch ist, liegt die Berechnung des Integrals in Polarkoordinaten statt kartesischen Koordinaten nahe:
Es sei {\displaystyle \Omega =\mathbb {R} _{>0}\times (0,2\pi )} und
{\displaystyle \Phi \colon \Omega \to \mathbb {R} ^{2},\quad (r,\varphi )\mapsto (r\cos \varphi ,r\sin \varphi ).}
Dann ist die Funktionaldeterminante
{\displaystyle \det D\Phi (r,\varphi )={\begin{vmatrix}\cos \varphi &-r\sin \varphi \\\sin \varphi &r\cos \varphi \end{vmatrix}}=r(\cos ^{2}\varphi +\sin ^{2}\varphi )=r.}
Das Komplement von {\displaystyle \Phi (\Omega )\subset \mathbb {R} ^{2}} ist eine Nullmenge, mit {\displaystyle f(x,y)=\mathrm {e} ^{-x^{2}-y^{2}}} ergibt sich also
{\displaystyle \int _{-\infty }^{\infty }\int _{-\infty }^{\infty }\mathrm {e} ^{-x^{2}-y^{2}}\,\mathrm {d} x\,\mathrm {d} y}
{\displaystyle {}=\int _{\Phi (\Omega )}\mathrm {e} ^{-x^{2}-y^{2}}\,\mathrm {d} x\,\mathrm {d} y}
{\displaystyle {}=\int _{\Omega }\mathrm {e} ^{-(r\cos \varphi )^{2}-(r\sin \varphi )^{2}}\cdot \det D\Phi (r,\varphi )\,\mathrm {d} r\,\mathrm {d} \varphi }
{\displaystyle {}=\int _{\Omega }\mathrm {e} ^{-r^{2}}\cdot r\,\mathrm {d} r\,\mathrm {d} \varphi }
{\displaystyle {}=\int _{0}^{2\pi }\int _{0}^{\infty }r\mathrm {e} ^{-r^{2}}\,\mathrm {d} r\,\mathrm {d} \varphi }
{\displaystyle {}=\int _{0}^{2\pi }{\frac {1}{2}}\,\mathrm {d} \varphi =\pi .\,}
Die Auswertung des inneren Integrals in der vorletzten Zeile kann beispielsweise durch eine Substitution {\displaystyle t=r^{2}} begründet werden.